# Nesselbach (Bühler)
Der Nesselbach ist ein Bach im nordöstlichen Baden-Württemberg von etwa sechs Kilometer Länge, der zwischen Bühlertann und Obersontheim von rechts in die mittlere Bühler mündet.

## Geographie

### Quelle und Verlauf
Der Nesselbach entspringt im östlichen Teil des Waldgebietes Hahnenberg, rund 1 km nordöstlich von Markertshofen und etwa ebensoweit westlich von Brunzenberg, beide Weiler der Gemeinde Frankenhardt. Seinen ersten knappen Kilometer fließt der Bach in einer sich stetig eintiefenden Waldschlucht in südsüdwestlicher Richtung bis zu einer Talspinne, ab der er dauerhaft in freier Flur verläuft. Hier nimmt er einige Hangbäche von dem sich in einem nördlichen Bogen um die Talspinne legenden Hahnenberg auf und kehrt sich nach Süden. Nach einem starken halben Kilometer erreicht er so die Mitte des Weilers Markertshofen, wo ihn in einer weiteren Talspinne die L 1066 quert.

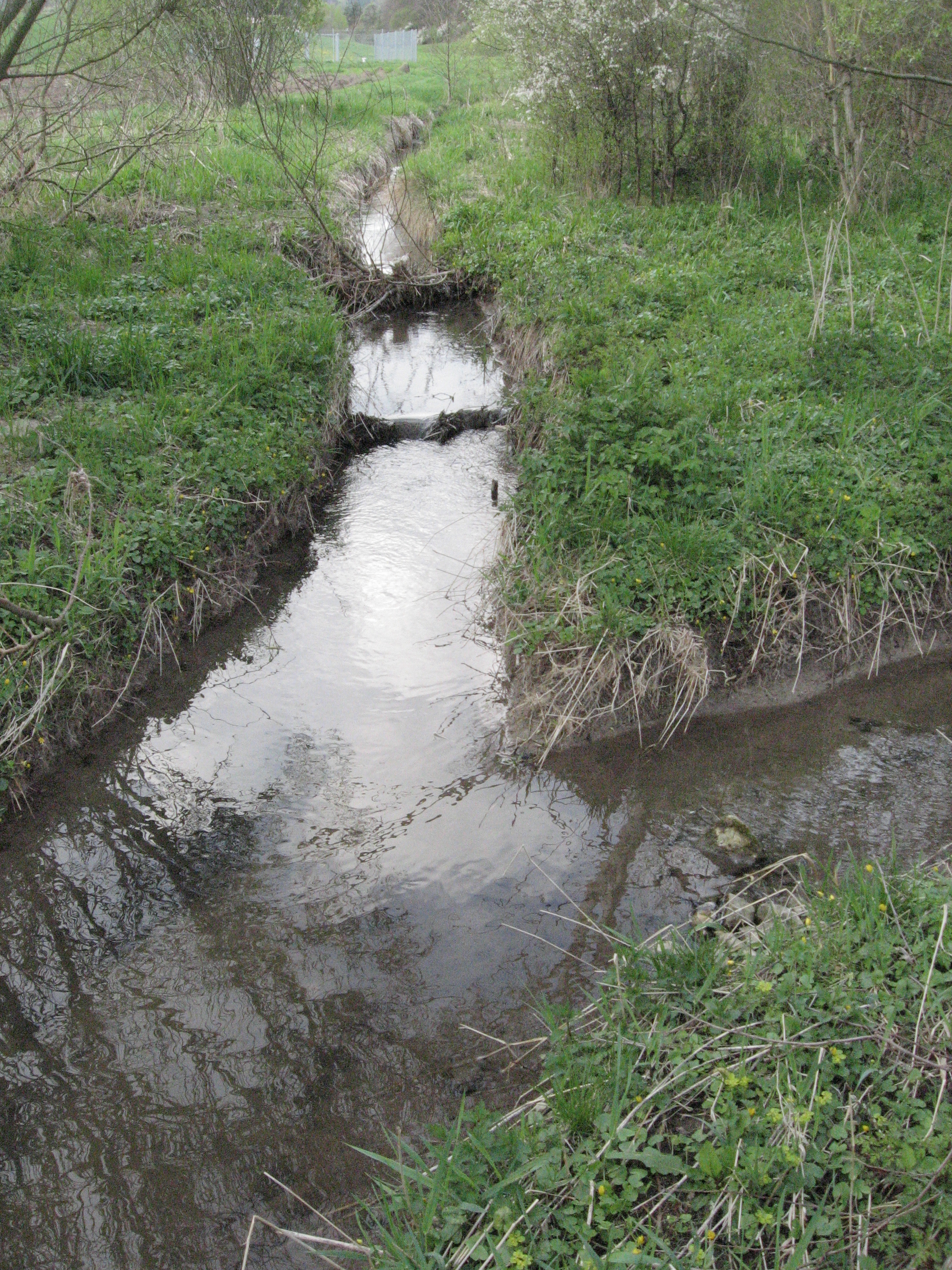
Mündung des Schenkenbachs, auf dem Bild von rechts

Noch einen Kilometer weiter im Süden erreicht ihn von links sein hier fast ebenso langer Zufluss Schenkenbach, der zwischen dem Birkhof und Vorderuhlberg (beide ebenfalls zu Frankenhardt) entsteht und in westlicher Richtung zustößt. Der vereinte Bach fließt dann in westsüdwestlicher Richtung weiter und nimmt schon einen Viertelkilometer talabwärts von links den Mailandbach auf.
Dieser eilt in westnordwestlicher Richtung durch ein schmales Tal vom Ortsrand Frankenhardt-Hinteruhlbergs her. Nachdem die Bergwaldgebiete von Dörnich im Süden und Ebersberg im Norden die Nesselbachaue kurz auf nur etwa 300 m Breite eingeengt haben, tritt danach der Wald rechts des Bachlaufs etwa 1,5 km zurück vom Bachlauf, links etwas über 0,5 km bis zum Hangfuß des Buchenschnabs,

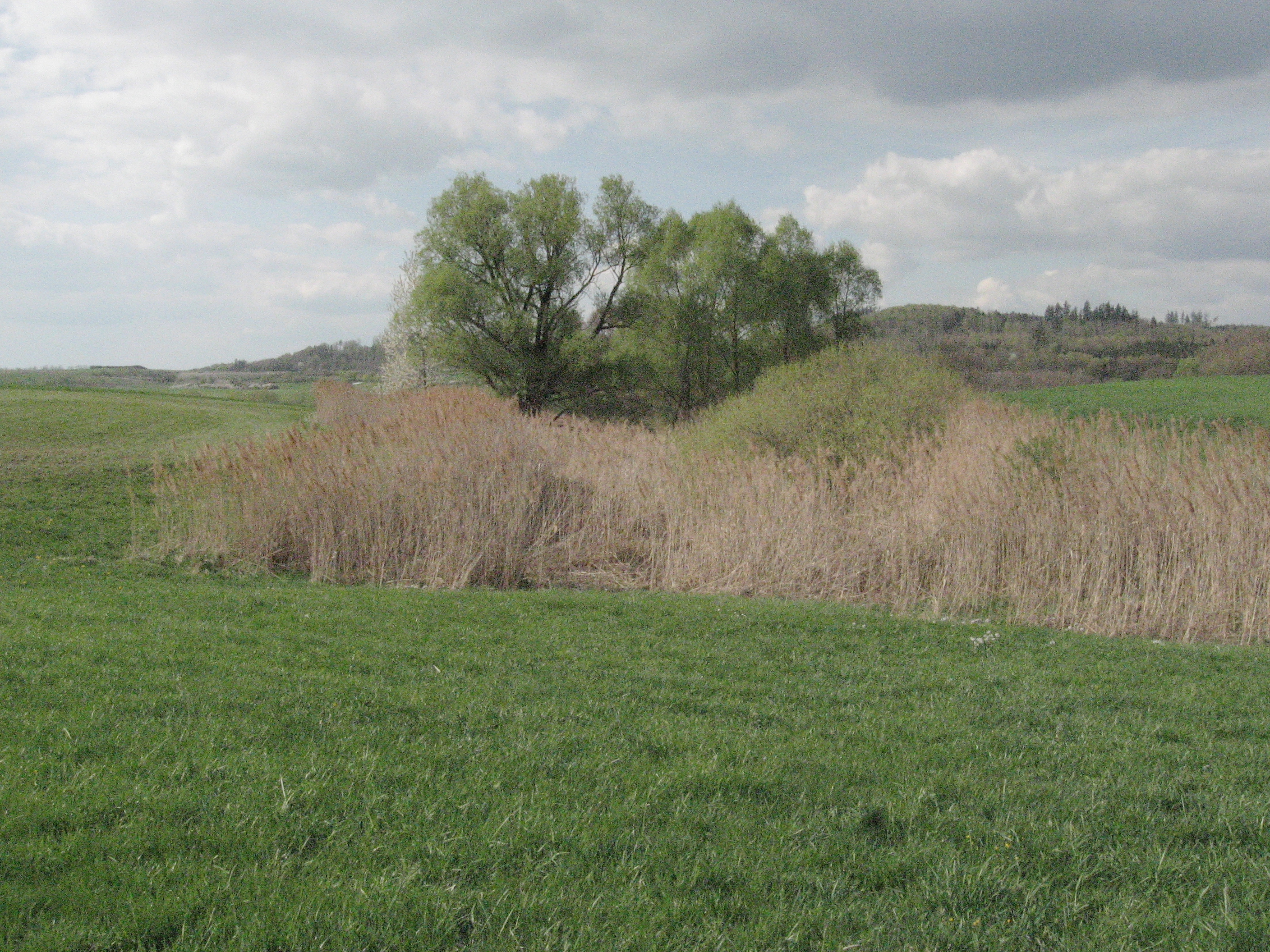
Feuchtgebiet am Bach aus dem oberen Lindich

Aus der noch vor diesem gelegenen Flur Lindich fließt dem Bach ab hier nacheinander eine Reihe kürzerer Gewässer zu. Von rechts gegenüber erreicht ihn währenddessen  der Birkelbach, sein mit 2,8 km längster Nebenbach, im Bereich der feuchten Niederung Schwarze Lache. In einer weiten Mulde und in seit zumindest dem Zufluss des Schenkenbachs begradigtem Kurs läuft er nun zwischen einem auf seinem flachen Talhang stehenden Aussiedlerhof erst rechts und dann links durch und erreicht dann die Feldwegbrücke des Tiefen Weges, ab wo sich sein Gepräge völlig ändert. Hier beginnt nämlich ein Abschnitt mit kleinteilig geschlungenen Wiesenmäandern. Und hat ihn bisher auf dem begradigten Abschnitt am Ufer nur recht junges und niedriges Gesträuch begleitet, so säumen nun alte Erlen sein Ufer, deren Wurzelstöcke seinen gewundenen Lauf sichtlich mit verursachen. Ab vielleicht zweihundert Meter vor der Mündung läuft er als natürlicher Dammfluss rechts etwas oberhalb des Muldentiefsten, durch das bei Hochstand die das Bachbett verlassenden Wässer auf kürzerem Weg der Bühler zueilen. Gegenüber einem aufgeforsteten Prallhang mündet er schließlich etwa 6,0 km unterhalb seiner Quelle von rechts und fast senkrecht in die Bühler.

### Einzugsgebiet
Der Nesselbach hat ein Einzugsgebiet von 12,5 km² Größe. Es hat ungefähr die Gestalt eines Dreiecks, dessen längste Seite seine Mündung an der Südwestecke mit der Südostecke nahe bei einem Kreisstraßendreieck bei Vorderuhlberg verbindet. Die dritte Ecke liegt im Norden im Bereich der Hochebene des Geschäufelten Sumpfes beim Frankenhardter Ort Spaichbühl.
An seine Nordostseite zwischen Spaichbühl im Norden und Vorderuhlberg im Südosten grenzt das Einzugsgebiet der Speltach und ihrer Nebengewässer an, auf einem kleinen Abschnitt danach auf der Hochebene zwischen Vorder- und Hinteruhlberg konkurriert im Süden die Blinde Rot, überall sonst entwässern jenseits der Wasserscheide Bühlerzuflüsse oder die Bühler selbst. Gleich westlich der Hochebene bei Hinteruhlberg verläuft die Grenze lange zum Einzugsgebiet des Bühlertanner Bühlerzuflusses Dammbach am Nordrand eines Höhenrückens, der sich von den Vetterhöfen bis nach Bühlertann zieht, und knickt dann vor dessen Westabfall zur Mündung ab. Von dort klettert die Grenze nordöstlich den Bühlerhang hoch, führt dann östlich um den Tagebau am ehemaligen Obersontheimer Heerberg herum und folgt danach in weniger als 0,3 km Abstand im Westen bergwärts dem Birkelbach. In diesem Abschnitt entwässern jenseits der Wasserscheide die kurzen Gewässer Speckbach und dann Hambach zur Bühler. Auf dem Reststück der Grenze, die sich nach Queren der Hochebene des Hahnenberges auf dem Geschäufelten Sumpf schließt, fließen die Niederschläge jenseits der Wasserscheide im Nordwesten über deren Nebenfluss Lanzenbach der Bühler zu.

### Zuflüsse und Seen
Liste der Zuflüsse und  Seen von der Quelle zur Mündung. 
Ursprung des Nesselbachs auf etwa 490 m ü. NHN ca. 1 km nordöstlich der Markertshofener Ortsmitte, am Übergang des Hahnenbergwaldes in den östlich davon gelegenen Kammerforst.
- (Nördlicher Quellarm), von rechts, ca. 0,2 km. Etwa gleich lang wie der offizielle Oberlauf.
- Sauklingenbach, von rechts wenig östlich der Flurgrenze, ca. 0,4 km. Aus einer Klinge östlich der Forsthütte mit Winterfutterwiese auf dem Hahnenberg.
- Hahnenbach, von rechts auf 423 m ü. NHN in der Talspinne nördlich von Markertshofen, 0,8 km. Entspringt wenig nordnordöstlich der Hahnenberg-Forsthütte in einer übermannshohen Lehmrinne und durchläuft am oberen Hang einen kleinen Klingenweiher. Früher gab es am Hang der Lehmrinne ein Quellrohr, an dem die Forstleute Trinkwasser fassten.
  - (Wiesengerinne),  von links kurz vor der Mündung, ca. 0,1 km.
- Häfnerbach, von rechts wenige Schritte nach dem Hahnenbach, 0,8 km. Entsteht im Westen am Südostabhang des Hahnenberges.
- (Bach aus der Hundsklinge), von rechts im nördlichen Markertshofen, ca. 0,7 km. Im Ortsbereich verdolt.
- Rötelsbach, von links nahe der Ortsmitte von Markertshofen, 1,7 km. Entsteht am Nordwestrand einer Waldwiese an der Straße nach Frankenhardt-Gründelhardt. Fließt im beginnenden Wald westlich der Wiese durch einen durchstochenen Seedamm, speist halben Wegs nach Austritt aus dem Wald Fischteiche, im Ortsbereich verdolt.
  - (Nördlicher Quellast), von rechts, ca. 0,2 km. Entsteht nahe dem Waldweg zwischen der Waldwiese und dem Kammerforst.
  - Klingenteichbach, von links kurz vor der Mündung, ca. 0,7 km. Entsteht in der Klinge östlich von Markertshofen, durch welche die Talsteige der L 1066 aus Gründelhardt in den Weiler zieht, nahe einem alten Schilfsandsteinbruch im wenig aufwärts einsetzenden Wald Mörder. Fließt in der Klinge, in welcher Auffüllungen erkennbar sind, teilweise schon unterirdisch. In Markertshofen verdolt.

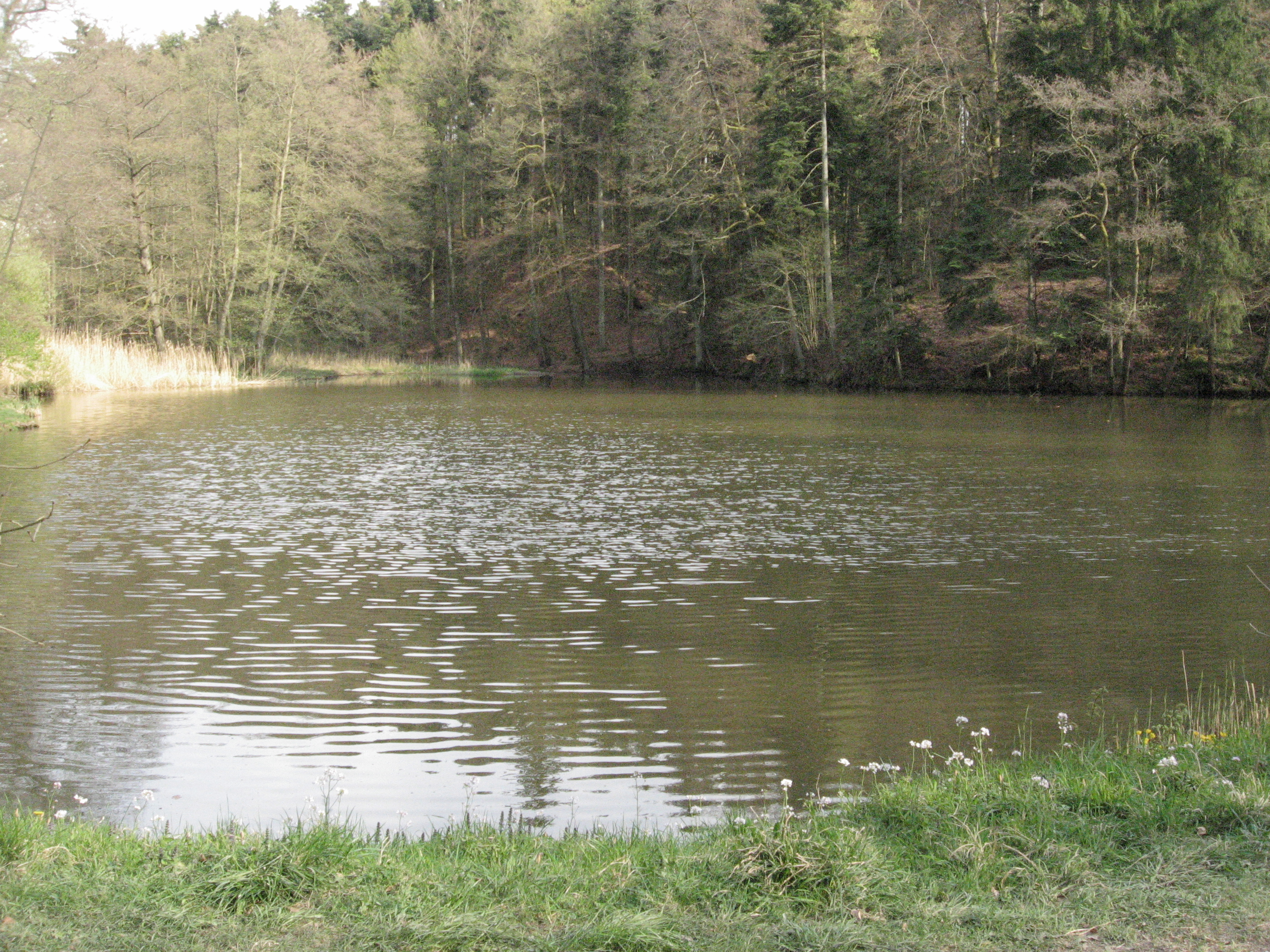
Am hinteren Schenkensee liegt auf einer Halbinsel der Burgstall bei den Schenkenseen

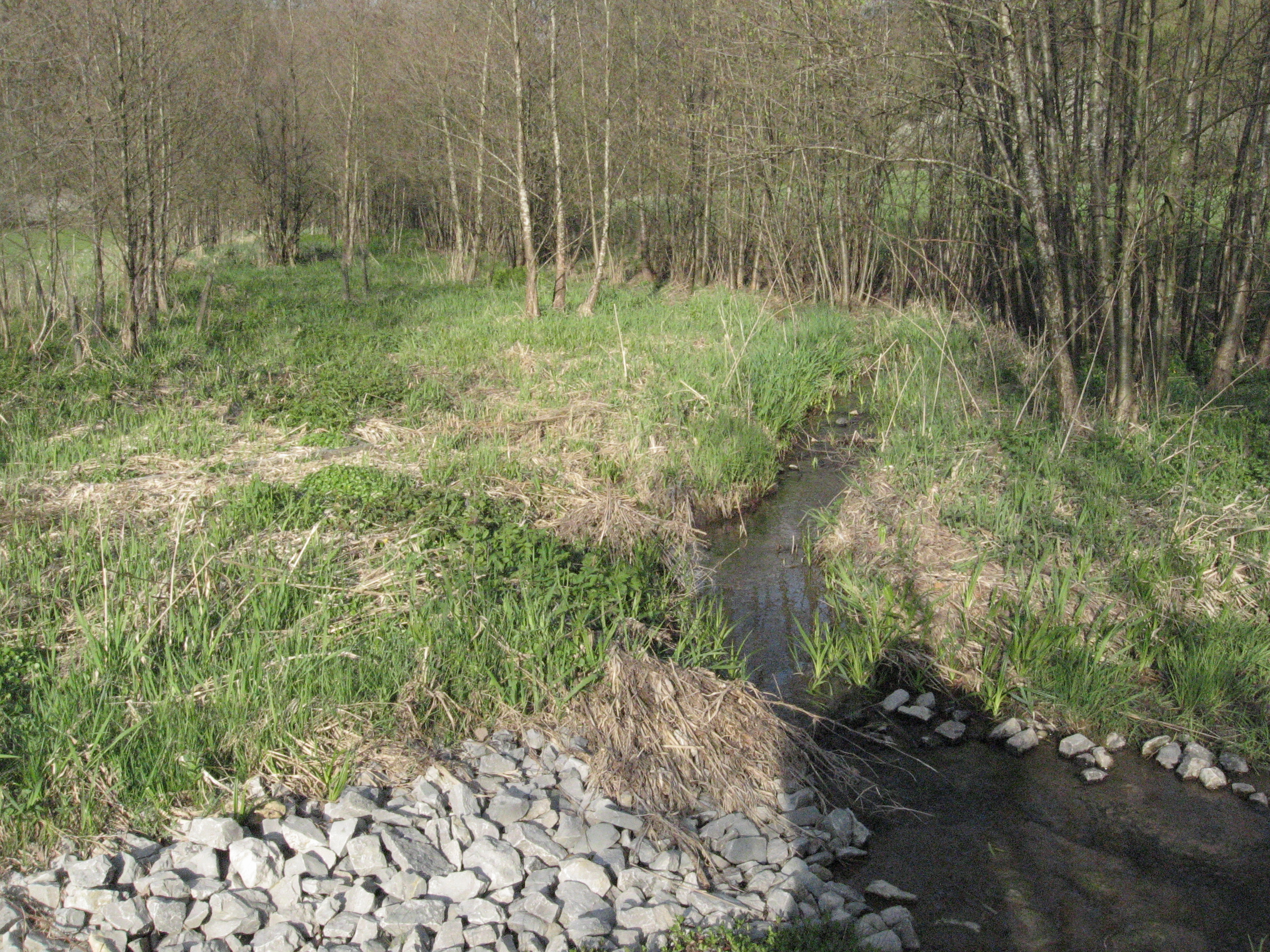
Renaturierter Wiesenlauf des Schenkenbachs vor seiner Mündung

- Schenkenbach, von links und Osten auf 396,4 m ü. NHN kurz vor der Markertshofener Kläranlage, 2,7 km und 2,3 km². Ursprung auf etwa 477 m ü. NHN wenig westlich der Steige der K 2637 von Birkhof nach Vorderuhlberg hinauf.
  - (Klingenbach vom westlichen Höllberg herab), von links und Südosten auf etwa 428 m ü. NHN, ca. 0,2 km und ca. 0,4 km². Entsteht auf etwa 446 m ü. NHN am westlichen Höllberg.
  -  Durchfließt auf etwa 420 m ü. NHN den Hinteren Schenkensee, 0,5 ha.
  - (Klingenbach vom Mörder herab), von rechts und Nordnordosten auf etwa 418 m ü. NHN gleich nach dem vorigen, ca. 0,3 km und unter 0,1 km². Entsteht auf etwa 446 m ü. NHN am Mittelhang des Mörders.
  - Durchläuft den durchstochenen Seedamm eines früheren mittleren Schenkensees.
  -  Durchfließt auf etwa 415 m ü. NHN den Vorderen Schenkensee, über 0,2 ha.
  - (Klingenbach von den Hochwiesen herab), von links und Südosten auf etwa 411 m ü. NHN gleich nach dem vorigen, ca. 0,5 km und über 0,1 km². Entsteht auf etwa 455 m ü. NHN am westlichen Höllberg.
  - (Hangbach vom Schmiedberg herab), von links und Westsüdwesten auf etwa 407 m ü. NHN, ca. 0,1 km und deutlich unter 0,1 km². Entsteht auf etwa 431 m ü. NHN am Hang des Schmiedbergs.
- Mailandbach, von links auf etwa 392 m ü. NHN kurz nach der Markertshofener Kläranlage, 1,7 km und 0,8 km². Ursprung auf etwa 507 m ü. NHN am Beginn einer bald steilen Klinge, die nahe der Filialkirche zur Unbefleckten Empfängnis von Hinteruhlberg einsetzt; im unteren Teil der Klinge verläuft am Rand einer langen und schmalen Wiesenzunge der Forstweg Bühlertann-Vetterhöfe–Markertshofen.
- Himmelreichbach, von links gegenüber dem Ebersberg, ca. 1,0 km. Entsteht beim Einzelhof Himmelreich am Hang unter den Vetterhöfen.
- (Bach aus dem Oberen Lindich), von links, ca. 0,5 km.
- (Bach aus dem Unteren Lindich), von links, ca. 0,4 km.
- Birkelbach, von rechts auf 384,6 m ü. NHN an der Schwarzen Lache, 2,8 km. Entsteht nahe einem Restbestand von Wellingtonien an einem rechten Abzweig des Höhenwaldwegs durchs Gewann Häfnersteige, der neben seiner bald steilen Klinge westwärts zu Tale läuft. Bach und Weg kehren sich dann nach weniger als einem Kilometer abrupt in südöstliche Richtung.

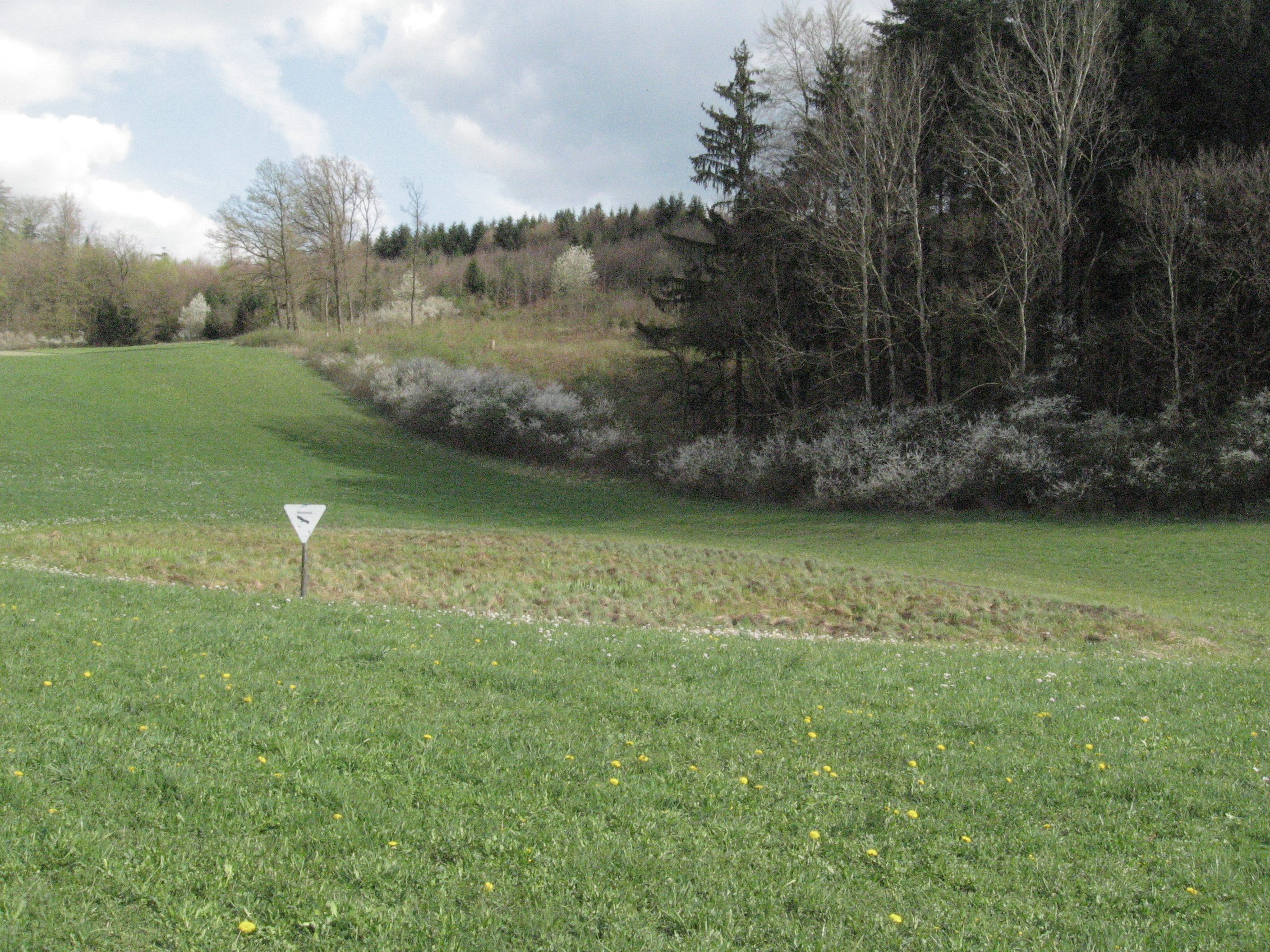
Das Feuchtgebiet Buchenschnäue liegt in einer Gipskeuper-Mulde

- Bräunlinsbach, von rechts auf 379,2 m ü. NHN wenig südöstlich eines Obersontheimer Aussiedlerhofes im Hürleswasen, ca. 0,9 km[LUBW 5] und ca. 0,4 km².[LUBW 6] Entsteht in den feuchten Wiesen der Obersontheimer Gemarkung Bräunlinshausen[6] neben der L 1066 und passiert am Aussiedlerhof eine kleine Brunnenanlage für Wanderer.
- (Bach aus der Gehrenklinge), von links wenig nordöstlich des Neuhofs, ca. 0,5 km. Entwässert u. a. das oberflächlich abflusslose Feuchtgebiet Buchenschnäue zu Füßen des Hangwaldes Buchenschnab (vor Ort üblicher Name, auf der Karte Buchenschnäue), eine krautige kleine Mulde in einer Gipskeupersenke, die unter Schutz steht.
- Neuhofbach, von links beim Neuhof, 0,4 km. Entsteht am Fuß der Steige in die Buchenschnäue.
- (Wiesenrinne), von links wenig unterhalb der Nesselbachbrücke des Tiefen Weges vom Neuhof nach Obersontheim, ca. 0,3 km lang. Entsteht nahe dem Westrand des Waldes Buchenschnab am nordwestlichen Hangfuß des Bühlertanner Weinbergs in Fortsetzung einer meist trockenen Lehmrinne am oberen Hangknick und einer Wiesenmulde darunter.
- (Entwässerungsgraben zu Füßen des Grübig), von rechts kurz vor der Nesselbachmündung nach Parallellauf, ca. 0,2 km.[7]

Mündung des Nesselbachs  auf wenig unter 368,1 m ü. NHN von rechts und zuletzt Osten zwischen deren Taldörfern Bühlertann und Obersontheim in die Bühler. Der Nesselbach ist 6,0 km lang, hat ein mittleres Sohlgefälle von etwa 20 ‰ und ein Einzugsgebiet von 12,5 km².

### Ortschaften
Der Weiler Markertshofen ist die einzige Ortschaft, die am Ufer des Nesselbachs oder eines seiner Zuflüsse liegt. Der ebenfalls Frankenhardter Ort Hinteruhlberg liegt im Süden gerade noch im Einzugsgebiet, von diesen abgesehen beschränkt sich dessen Besiedlung auf das Bühlertanner Einzelhaus Himmelreich und zwei Obersontheimer Aussiedlerhöfe. Vom Bachlauf wie vom Einzugsgebiet liegt der größte Teil auf dem Gebiet der Gemeinde Frankenhardt, ein kleinerer gehört zu Obersontheim, die Grenze verläuft im Norden am oder auf dem Berg- und Hügelrücken, der oberes Nesselbach- und Birkelbachtal trennt, und im Süden längs der östlichen oberen Hangkante des Mailandbachtals. Ein deutlich kleinerer Teil des Einzugsgebietes gehört zu Bühlertann, er liegt am Südrand und reicht auf weniger als einem Kilometer Länge vor der Mündung von links bis an den Unterlauf.

## Geologie

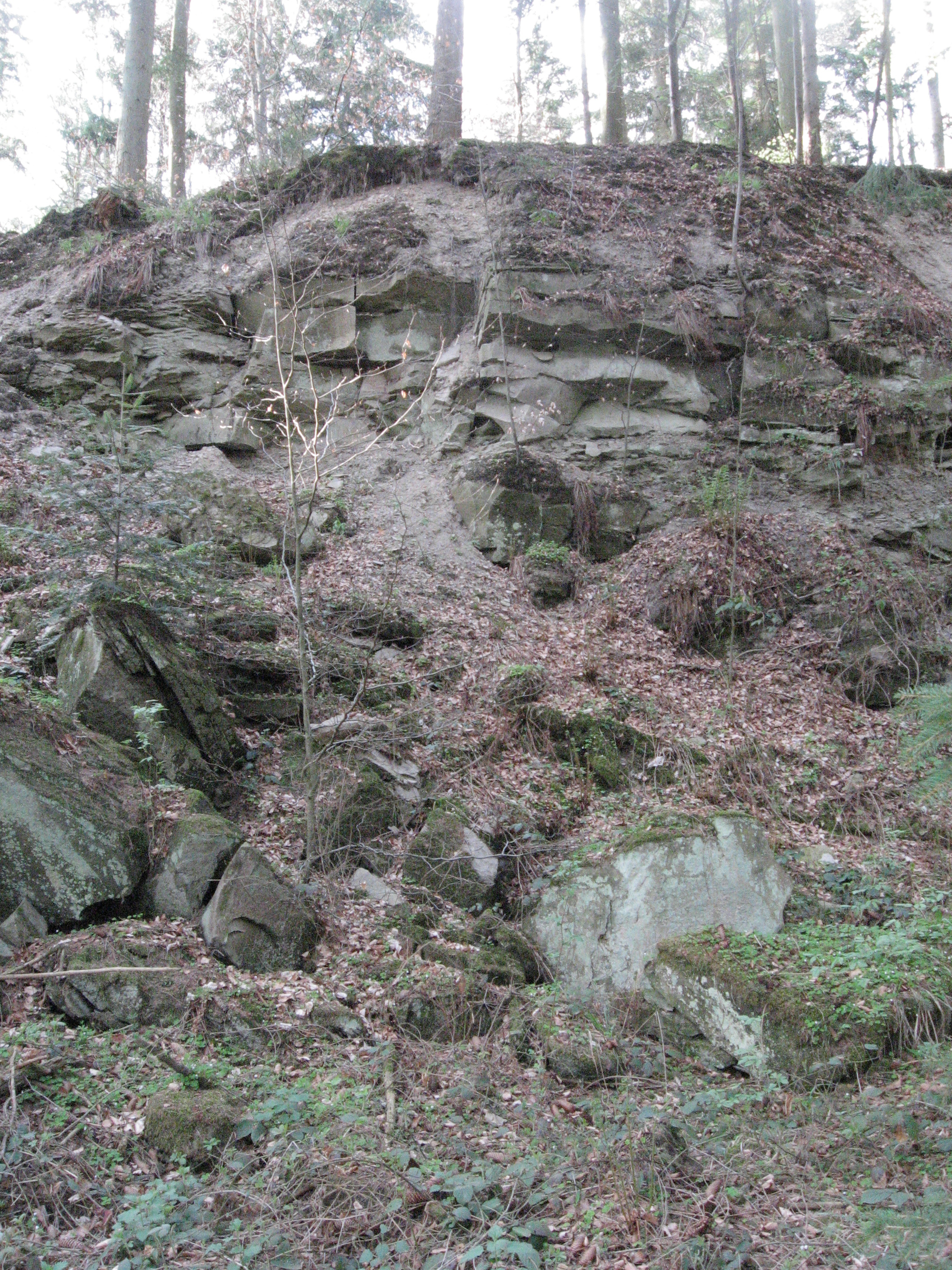
Alter Schilfsandsteinbruch in der Mörderklinge (oberer Schenkenbach)

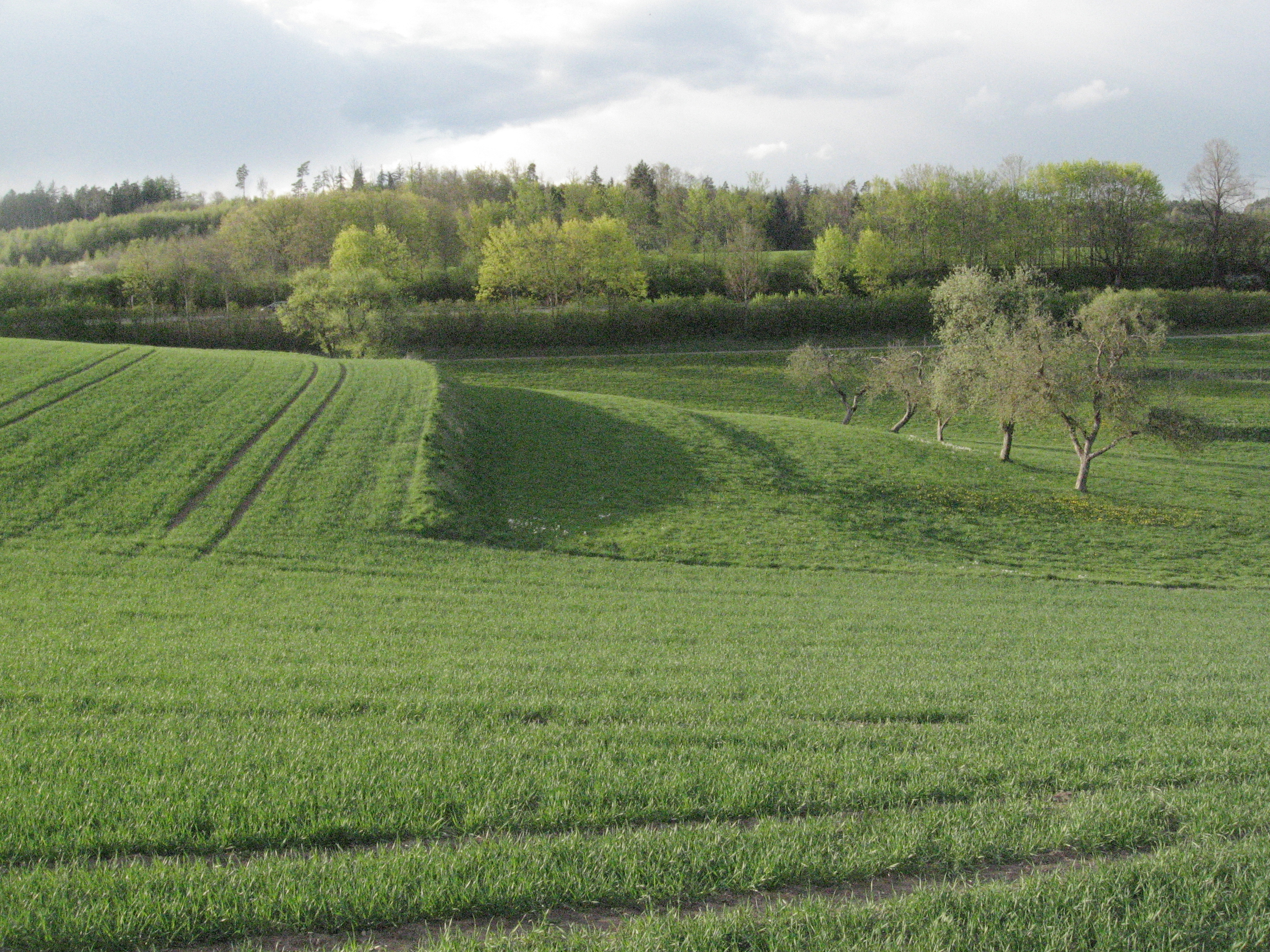
Die beackerte Ebene westlich über Markertshofen liegt auf der Corbula-Bank des Gipskeupers, die sich zum Ostrand hin absenkende Schicht bricht an einer Terrassierung ab

Der Lauf des Nesselbachs liegt zur Gänze im Keuper. Er entspringt an der Grenze zwischen den Oberen Bunten Mergeln und dem Kieselsandstein und durchläuft noch in seiner Waldschlucht in schneller Folge Kieselsandstein, Untere Bunte Mergel und Schilfsandstein, um in der Talspinne nördlich Markertshofens den Gipskeuper zu erreichen, in dem er bis etwa zur Mündung des Birkelbachs an der Schwarzen Lache bleibt, die Reststrecke danach bis zur Mündung gehört dem Unterkeuper an. Die größeren Zuflüsse Schenkenbach und Birkelbach entstehen an Hängen in den Unteren Bunten Mergeln, der Gemeindebach im Schilfsandstein, die Zuflüsse des Unterlaufs meist im Gipskeuper.
Die Oberläufe von Nesselbach und Birkelbach folgen der weitreichenden tektonischen Muldenlinie der ostnordöstlich orientierten Neckar-Jagst-Furche, auch das isolierte Vorkommen der Oberen Bunten Merkel an der Nesselbachquelle erklärt sich durch diese tektonische Tieflage; im Einzugsgebiet ist davon abgesehen nämlich die höchste vorkommende Schicht der Kieselsandstein. Der mittlere bis untere Birkelbach verläuft etwa auf der Linie der südöstlich ziehenden Vellberger Verwerfung.
Südlich des Vorderen Schenkensees liegen im Gipskeuper nebeneinander zwei Dolinen, von denen die eine rezent (Stand: 2010) offenbar durch Aushub aus dem See verfüllt wurde.
Im Einzugsgebiet fand an einigen Stellen Gipsabbau statt, im größten Umfang am Heerberg, über dessen Kamm etwa einen Kilometer nordöstlich vom und parallel zum Unterlauf die Wasserscheide verlief. Inzwischen ist der Berg abgetragen und der Tagebau auf Grundgips fast eingestellt, die verbliebene Grube dient heute vor allem als Deponie. Östlich von Markertshofen bestanden Abbaue im Schilfsandstein, die schon länger eingestellt sind. Am Waldsträßchen, das durch die Mörderklinge führt, liegt ein kleiner aufgelassener Schilfsandsteinbruch, in dem Resedimentationsbrekzie aufgeschlossen ist.

## Landschaftsbild
Unterhalb ihrer Quellklingen, die meist im Hangwald liegen, fließen der Nesselbach und seine größeren Zuflüsse in breiten, flachen, oft feuchten Mulden in offener Flur, in der das Grasland dominiert. Die Äcker liegen oft auf höheren Terrassen über den Talmulden. Östlich Markertshofens sind die Schilfsandsteinhochflächen von Helmesberg und Krautäcker unterm Pflug, westlich auf dem Bergrücken, der oberes Nesselbach- von Birkelbachtal trennt, wird die Ebene bebaut, eine Verebnungsfläche auf der Corbula-Bank des Gipskeupers. Auf Obersontheimer Gemarkung, wo die Schichten über dem Gipskeuper selten sind und selbst der obere Gipskeuper meistens ausgeräumt ist, fällt die kleine podestartige Hochlage des Lindichs zwischen Bachlauf und dem Hangwald des Buchenschnabs auf.
Unterhalb der Birkelbachmündung bildet sich am Nesselbach deutlicher ein Trog um den Lauf aus, der unterhalb der Brücke des Tiefen Weges etwas enger wird.

## Sehenswürdigkeiten und Bauwerke
In den hinteren Schenkensee ragt im Süden eine wurtartige, durch einen heute trockenen Graben vom Hangfuß getrennte Halbinsel. Früher stand darauf ein Jagdschloss, heute eine hölzerne Forsthütte.

### LUBW
Amtliche Online-Gewässerkarte mit passendem Ausschnitt und den hier benutzten Layern: Lauf und Einzugsgebiet des Nesselbachs

Allgemeiner Einstieg ohne Voreinstellungen und Layer: Daten- und Kartendienst der Landesanstalt für Umwelt Baden-Württemberg (LUBW) (Hinweise)
1. ↑  Höhe nach dem Höhenlinienbild auf dem Hintergrundlayer Topographische Karte.
2. 1 2  Höhe nach schwarzer Beschriftung auf dem Hintergrundlayer Topographische Karte.
3. ↑  Länge nach dem Layer Gewässernetz (AWGN).
4. 1 2  Einzugsgebiet aufsummiert aus den Teileinzugsgebieten nach dem Layer Basiseinzugsgebiet (AWGN).
5. ↑  Länge nach dem Layer Gewässernetz (AWGN), ergänzt um ein kleines, auf der Gewässerkarte nicht berücksichtigtes Anfangsstück, das auf dem Hintergrundlayer Topographische Karte abgemessen wurde.
6. ↑  Einzugsgebiet abgemessen auf dem Hintergrundlayer Topographische Karte.
7. ↑  Geotope nach dem einschlägigen Layer.

### Andere Belege
1. ↑  Wolf-Dieter Sick: Geographische Landesaufnahme: Die naturräumlichen Einheiten auf Blatt 162 Rothenburg o. d. Tauber. Bundesanstalt für Landeskunde, Bad Godesberg 1962. → Online-Karte (PDF; 4,7 MB)
2. ↑  Modellierte Werte nach Abfluss-BW Gewässerknoten MQ/MNQ
3. ↑  Die TK25 nennt ihn in Klammern auch Eschelbach, ein alter Auskunftgeber im nahen Dorf nannte auch den Namen Nestelbach (im Dialekt [ˈnɛʃdl̩ˌbax]), so auch in der Beschreibung des Oberamts Ellwangen von 1886 erwähnt; beide Namensformen scheinen aber nicht mehr zu leben.
4. ↑  Die TK25 benennt diese Waldgemarkung Buchenschnäue, eine Form, die jedoch am Ort völlig ungebräuchlich ist.
5. ↑  Führt von der Obersontheimer Hirtensteige zum Neuhof und dann ins Lindich.
6. ↑  Name einer Wüstung
7. ↑  In der Natur angetroffen, aber in keiner der Quellen.
8. ↑  Geologie nach der unter → Literatur aufgeführten geologischen Karte. Einen gröberen Überblick verschafft auch: Mapserver des Landesamtes für Geologie, Rohstoffe und Bergbau (LGRB) (Hinweise)